# San Lorenzo Tezonco
San Lorenzo Tezonco es uno de los dieciséis pueblos originarios de la delegación de Iztapalapa, en el sureste de la Ciudad de México. También es cabecera de una de las siete coordinaciones territoriales en que se divide el territorio iztapalapense que comprende el sur de la demarcación. Algunas calles de aquí como Río Azul o Río Ganges fueron puestos debido a que lo hicieron en honor a los ríos extranjeros.

## Toponimia
San Lorenzo Tezonco es un topónimo compuesto. El hagionímico San Lorenzo se debe a San Lorenzo Mártir, patrono de la comunidad católica de la localidad. Tezonco es un topónimo de origen náhuatl que se compone de tetzontli "tezontle" y co "lugar" por lo que se traduce como En el lugar del tezontle.

## Geografía
El pueblo de San Lorenzo Tezonco se localiza en el sur de la delegación Iztapalapa. Al noreste del cerro Yuhualixqui o las Minas, que constituye el extremo occidental de la sierra de Santa Catarina. Hasta el siglo XIX contó con una zona de chinampas, pues se encontraba en la ribera norte del lago de Xochimilco. Desde 1970 se considera una localidad conurbada a Iztapalapa.

## Tradición oral

### El Señor de La Salud
Se celebra el 29 de mayo,Capilla de El Pocito, en la parroquia de San Lorenzo Tezonco.
De un modo similar a lo ocurrido en Iztapalapa, los habitantes de San Lorenzo Tezonco recuerdan que el Señor de la Salud los salvó de una epidemia de cólera, muy fuerte, que afectaba a los pueblos lacustres del valle de México. Los tezonqueños invocaron de igual manera la imagen de la ermita del lugar para que los librara de la epidemia. Entonces, milagrosamente, en medio de un campo santo, brotó al pie de un ahuehuete frente al templo un manantial de agua cristalina. Se interpretó como el favor divino, y la gente dio a beber a los enfermos de ella, y quedaron curados.
La fama del milagro se extendió a otras poblaciones cercanas, como Tláhuac, Zapotitlán y Milpa Alta, afectadas por la misma epidemia, y acudieron de todos estos sitios los enfermos a tomar el agua milagrosa de San Lorenzo Tezonco. En agradecimiento, la ermita fue derribada para construir la parroquia actual. En el sitio donde brotó el manantial (todavía vivo en nuestros días), se construyó una pequeña capilla (El Pocito), a la que acude la gente a pedir por su salud. Los fiscales tezonqueños distribuyen en la actualidad gratuitamente el agua entre las personas que la solicitan.

## Puntos de interés

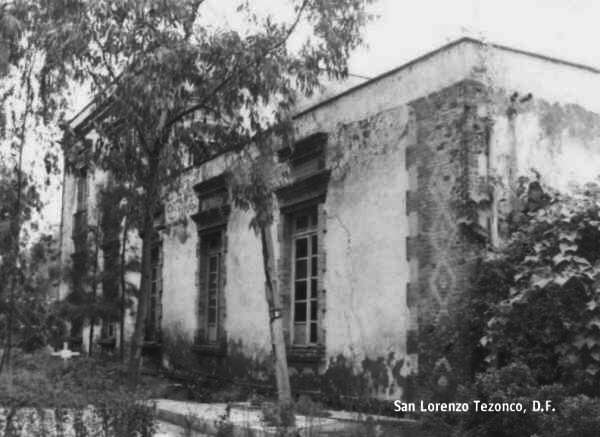
Casco de la vieja hacienda de San Nicolás Tolentino, en San Lorenzo Tezonco.

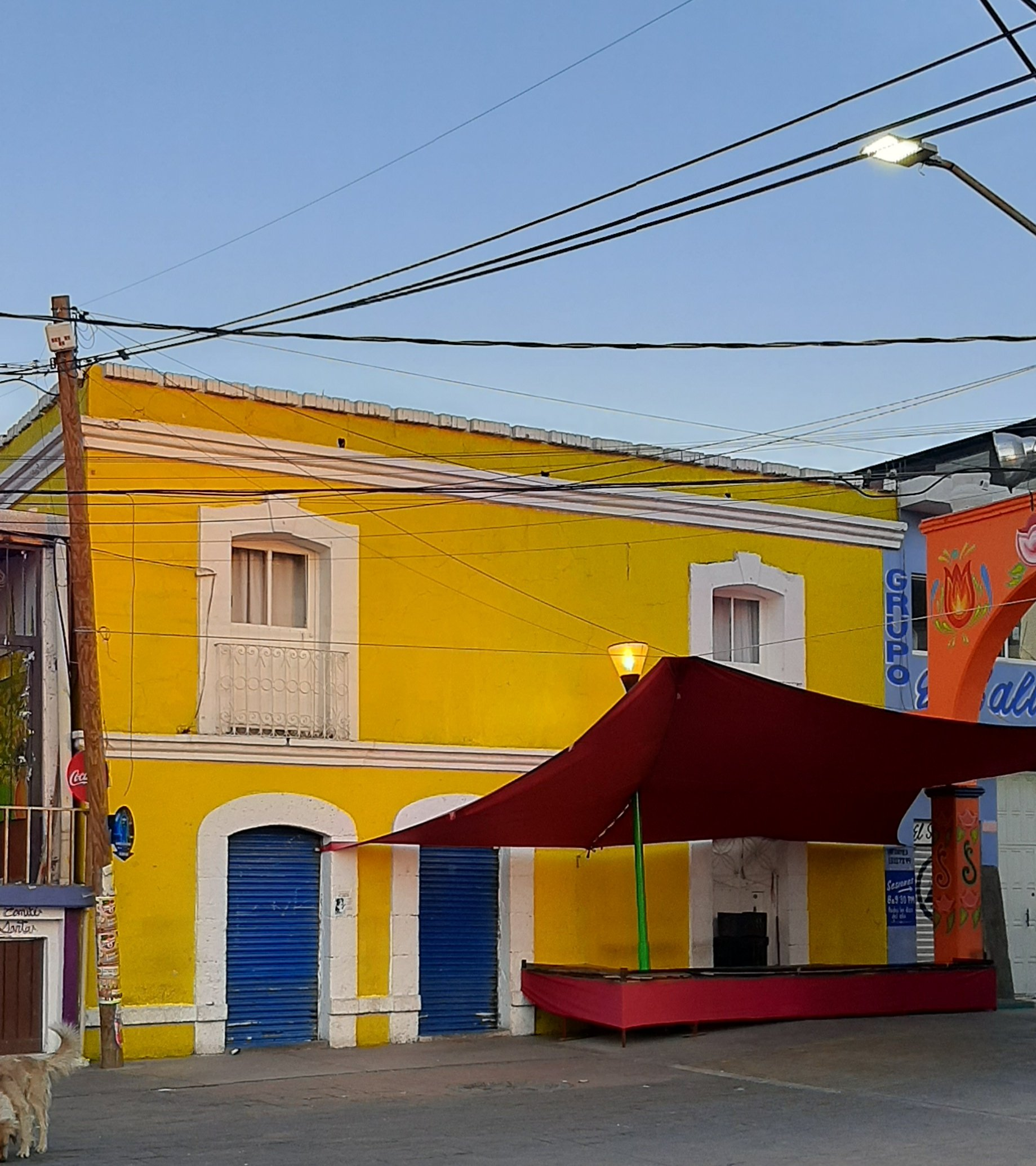
Casa del en la calle Independencia 32, es una de las dos casas más antiguas de la alcaldía Iztapalapa

- Plaza Juárez. Constituye el centro del pueblo y se accede a ella por las calles San Lorenzo, Aldama, Porfirio Díaz, Libertad y Victoria.
- Templo de San Lorenzo Diácono y Mártir. Construida en el siglo XIX, la parroquia es uno de los edificios históricos de la localidad.

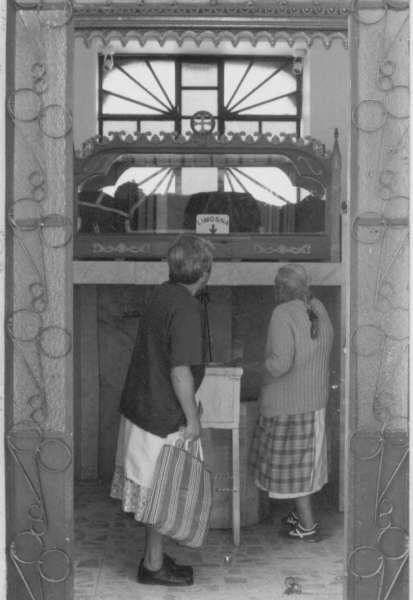
Capilla de El Pocito, en San Lorenzo Tezonco

- Panteón Civil de San Lorenzo Tezonco. Es uno de los panteones más grandes de la Ciudad de México. Acceso sobre la avenida Tláhuac.

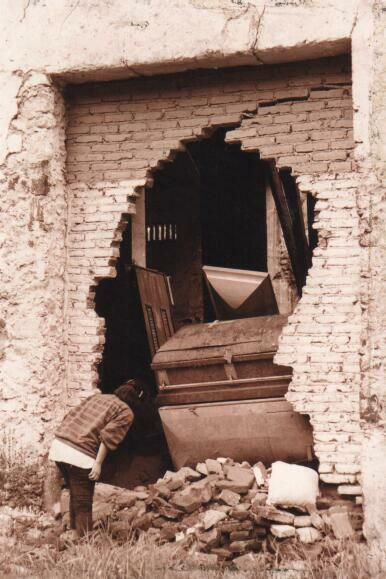
Antigua troje de la Hacienda de San Nicolás Tolentino, en el sur de Iztapalapa. Funcionó como crematorio del panteón de San Lorenzo hasta el año de 1994.

- Hospital de Especialidades Belisario Domínguez, de la Secretaría de Salud del Distrito Federal. Se localiza en la esquina de las avenidas Tláhuac y Zacatlán.
- La estación Tezonco de la Línea 12 del Metro de la Ciudad de México, inaugurada en octubre de 2012. Se ubica sobre avenida Tláhuac, entre calle Ignacio María Barrera y calle Polo Rodrigo, frente al Hospital Belisario Domínguez.
- Universidad Autónoma de la Ciudad de México campus San Lorenzo Tezonco.
- Tianguis de San Lorenzo. Mercado semifijo quese instala diariamente sobre la calle Candelabro, entre los barrios de San Lorenzo, Guadalupe y San Antonio.
- Panteón vecinal del pueblo de San Lorenzo Tezonco calle Zacatlán aprotado por María del Carmen Ruiz Lujano
- Tianguis de las Torres. Mercado sobre ruedas que se instala sábados y domingos sobre la Av. José Clemente Orozco (más conocida como Av. de las Torres), se extiende desde Av. Tláhuac hasta Canal de Chalco.